# Frodsham (Cheshire)
Frodsham ist eine Market Town in der Unitary Authority Cheshire West and Chester in der Grafschaft Cheshire in England. Sie befindet sich etwa 16 Kilometer vom Grafschaftssitz Chester und 22 Kilometer von der Großstadt Liverpool entfernt. Im Nordwesten wird Frodsham vom River Weaver durchflossen und weiter östlich befindet sich das Ästuar des River Mersey. Bei der letzten Volkszählung im Jahr 2011 wurde eine Einwohnerzahl von 9032 ermittelt.

## Geschichte
Frodsham wird im Domesday Book von 1086 als Grundbesitz von Hugh d’Avranches, 1. Earl of Chester erwähnt. Im Mittelalter war Frodsham ein wichtiger Hafen, von dem Salz nach Liverpool exportiert wurde. Auch Käse wurde in einem Lagerhaus am Ufer gelagert, um anschließend auf Boote verladen zu werden. Im frühen 17. Jahrhundert wurde in Frodsham eine kleine Schiffswerft gebaut.

## Kultur und Tourismus
Im Ortskern rund um die Main Street findet man zahlreiche Fachwerkhäuser aus der Stuart-Zeit, von denen einige denkmalgeschützt sind. Der traditionelle Wochenmarkt in Frodsham findet jeweils am Donnerstag statt. Der Castle Park ist eine mit dem Green Flag Award ausgezeichnete Parkanlage mit Wiesen, Wäldern und Gärten, einem Bowling Green zum Bowls spielen sowie Kinderspiel- und Tennisplätzen. Im Castle Park befindet sich außerdem das Castle Parks Arts Centre, eine Kunstgalerie. Der Wanderweg Sandstone Trail startet in Frodsham und erstreckt sich bis Whitechurch in Shropshire.

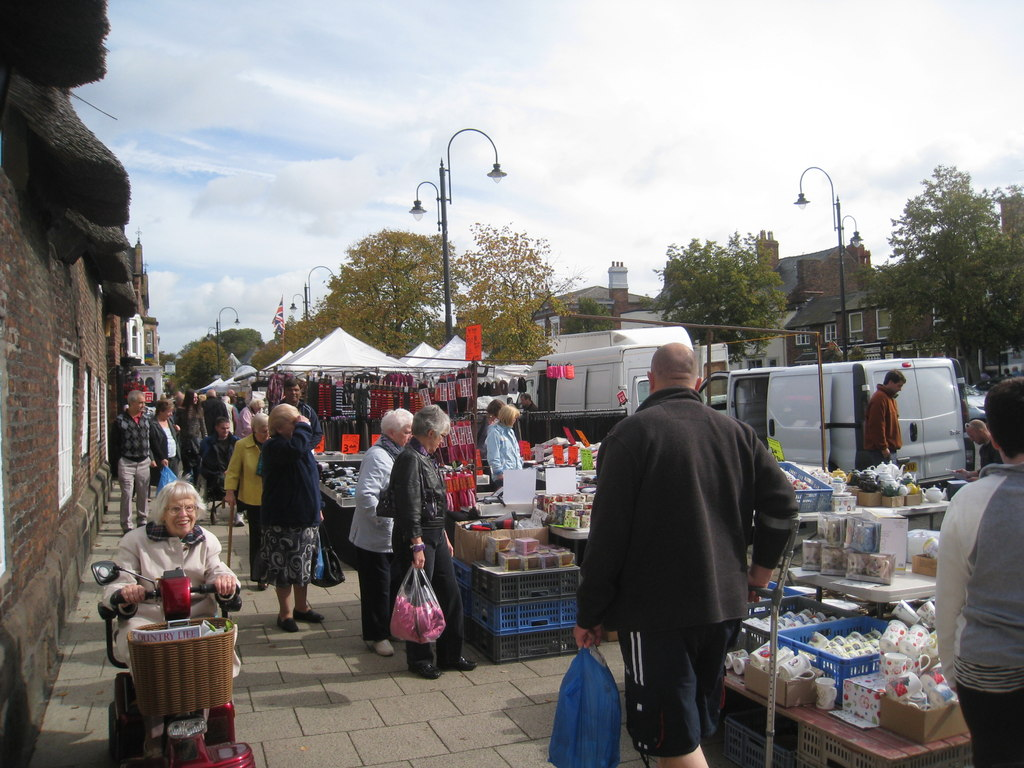
Wochenmarkt in Frodsham
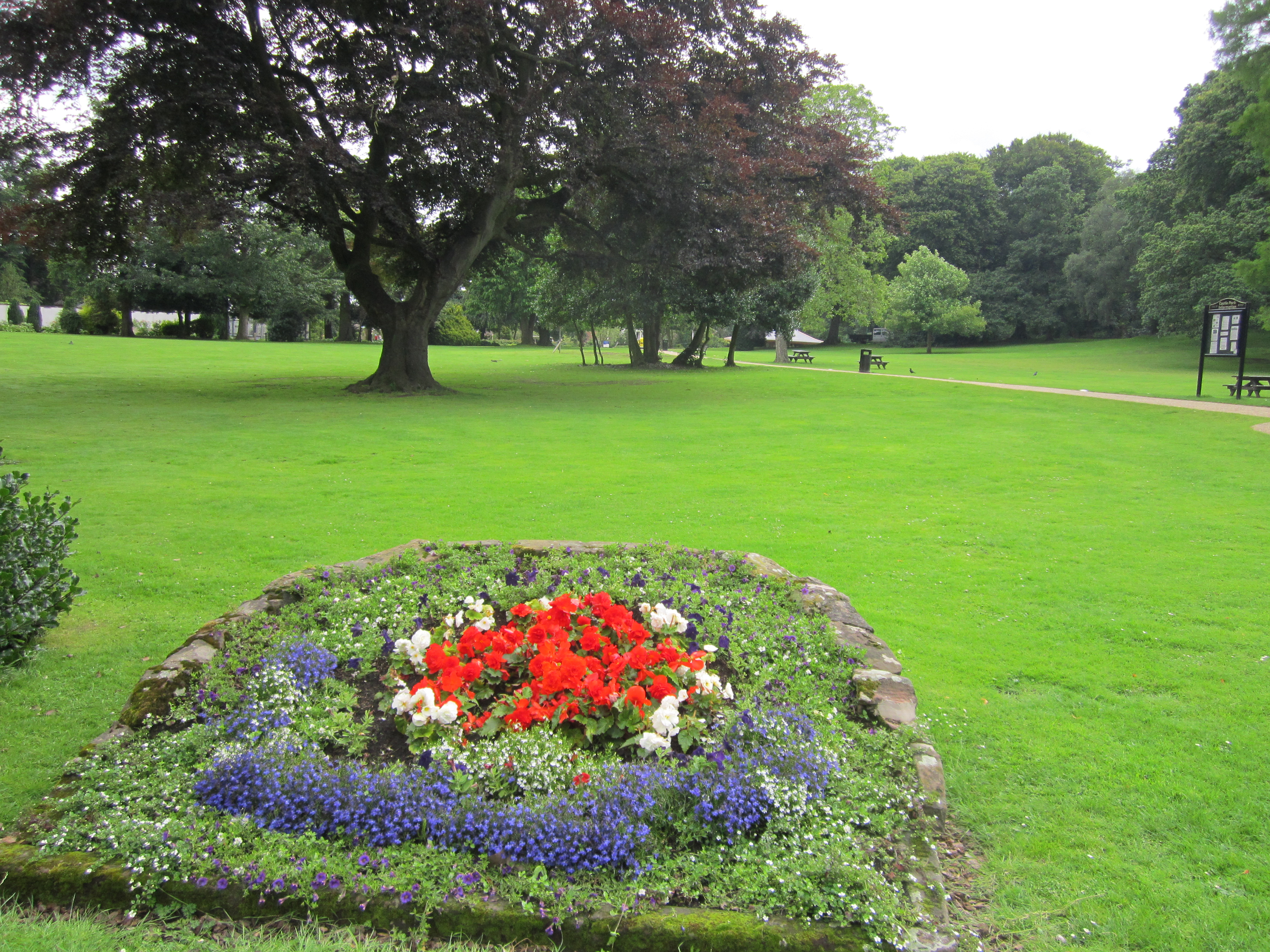
Castle Park
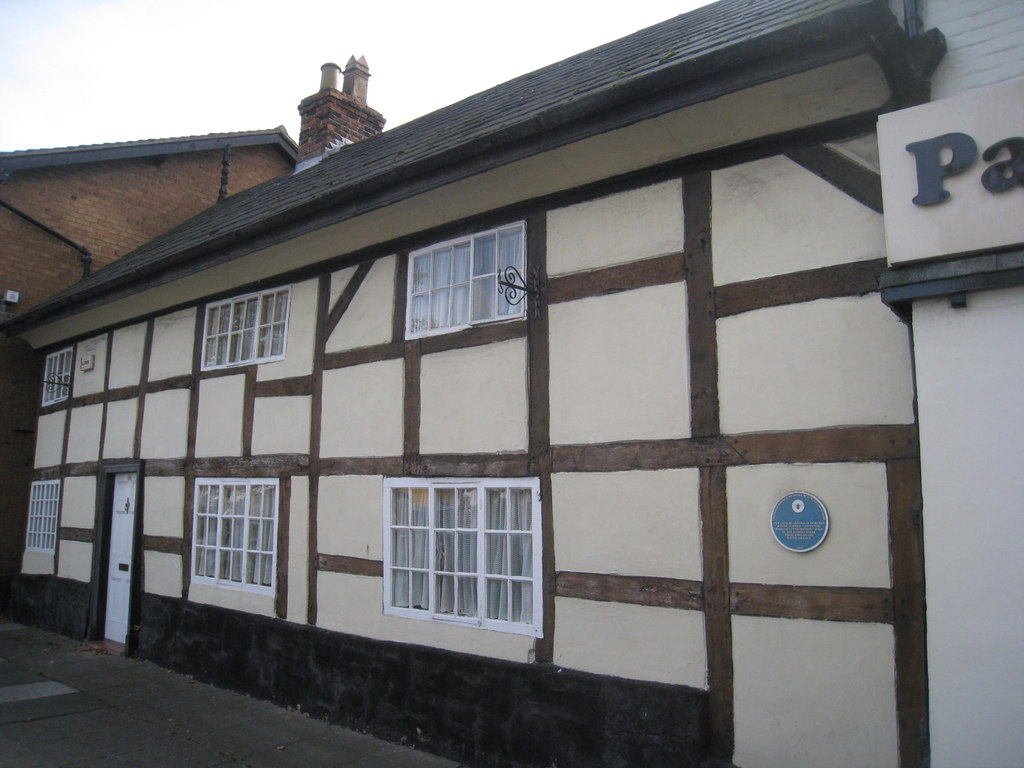
Fachwerkhaus an der Main Street

## Verkehrsanbindung
Im Westen von Frodsham verläuft die Autobahn M56. Im Ort befindet sich zudem ein zweigleisiger Bahnhof, welcher an eine Linie des Transport for Wales angeschlossen ist, die Chester sowie mehrere Ziele in Greater Manchester und an der Nordküste von Wales bedient.

## Persönlichkeiten
- Harriet Shaw Weaver (1876–1961), Feministin, Redakteurin, Autorin für avantgardistische Literatur und Mäzenin von James Joyce
- Alice Coote (* 1968), Opernsängerin
- Gary Barlow (* 1971), Komponist, Singer-Songwriter, Pianist und Musikproduzent